# Sophia Abrahão (álbum)
Sophia Abrahão é o álbum de estreia homônimo da cantora brasileira Sophia Abrahão, lançado em 16 de outubro de 2015, através da FS Produções Artísticas. O álbum foi produzido por Fernando Zor e contém 11 faixas, incluindo uma regravação da canção "Resposta" da banda Skank. O único single do disco, "Náufrago", foi lançado em 29 de setembro de 2015.
Em menos de três horas após ter sido liberado para pré-venda, Sophia Abrahão alcançou o topo da parada do iTunes brasileiro.

## Antecedentes
Em julho de 2015, foi anunciado que a cantora Anitta iria fazer uma participação especial no álbum, cantando com Abrahão na faixa "Pelúcia". Entretanto, mais tarde foi revelado que ela não iria mais participar do álbum. "Ficou meio corrido por conta das nossas agendas. Então, nessa primeira etapa, não vai haver a parceria", disse Abrahão.

## Divulgação
Em 28 de novembro de 2015, Abrahão fez uma participação especial no show de César Menotti & Fabiano, durante o festival Brahma Valley, cantando "Resposta" junto de outros dois covers, "Escreve Aí" e "À Sua Maneira", de Luan Santana e Capital Inicial, respectivamente. De 4 a 31 de dezembro de 2015, Abrahão lançou registros visuais de um pocket show intitulado FS Studio Sessions no YouTube, onde várias faixas do álbum, incluindo o single "Náufrago", foram cantadas por ela em versão acústica. Em 12 de dezembro de 2015, ela fez parte do show de gravação do DVD FS Loop 360º, em Curitiba, que viria a ser lançado em agosto de 2016. No show, Abrahão cantou "Pelúcia" e "Carrossel", essa última sendo uma parceria inédita com Fernando Zor.

### Turnê
Em apoio ao álbum, Abrahão anunciou a Tudo que Eu Sempre Quis Tour, sua turnê de estreia. A turnê teve início em 7 de maio de 2016, em São Paulo, e teve fim em 23 de dezembro de 2016, em Rio de Janeiro, totalizando quatro apresentações.

#### Repertório
1. "Sinal Vermelho"
2. "É Você"
3. "Ligar pra Quê?"
4. "Náufrago"
5. "Nós Três"
6. "Se Vira"
7. "Blank Space" (cover de Taylor Swift)
8. "Besteira"
9. "Sou Fatal"
10. "De Janeiro a Janeiro" (cover de Roberta Campos)
11. "Resposta"
12. "Love Yourself" (cover de Justin Bieber)
13. "Flores"
14. "Só Amanhã" (canção de Rebeldes)
15. "What Do You Mean?" (cover de Justin Bieber)
16. "Cool for the Summer" (cover de Demi Lovato)
17. "Tudo que Eu Sempre Quis"
18. "Pelúcia"
19. "Sinal Vermelho" (reprise)

#### Datas
| Data                   | Cidade         | País           | Local               |
| América do Sul         | América do Sul | América do Sul | América do Sul      |
| ---------------------- | -------------- | -------------- | ------------------- |
| 7 de maio de 2016      | São Paulo      | Brasil         | Teatro APCD         |
| 2 de julho de 2016     | Belo Horizonte | Brasil         | Teatro Bradesco BH  |
| 4 de outubro de 2016   | São Paulo      | Brasil         | Teatro Porto Seguro |
| 23 de dezembro de 2016 | Rio de Janeiro | Brasil         | Teatro das Artes    |

## Lista de faixas
Todas as faixas foram produzidas por Fernando Zor.
| N.º            | Título           | Compositor(es)              | Duração |  |
| 1.             | "Se Vira"        | Bruno Caliman Marcio Araujo | 3:26    |  |
| 2.             | "Besteira"       | Lucas Santos Rafael Torres  | 3:36    |  |
| 3.             | "Náufrago"       | Bruno Villas Santos Torres  | 3:14    |  |
| 4.             | "Pelúcia"        | Caliman Fernando Zor Maloka | 2:31    |  |
| 5.             | "Bom Dia"        | Caliman                     | 3:17    |  |
| 6.             | "Tipo Assim"     | Caliman                     | 3:18    |  |
| 7.             | "Resposta"       | Nando Reis Samuel Rosa      | 2:55    |  |
| 8.             | "Valeu Demais"   | Caliman                     | 3:44    |  |
| 9.             | "Ligar pra Quê?" | Zor Maloka                  | 3:28    |  |
| 10.            | "Nós Três"       | Caliman                     | 3:08    |  |
| 11.            | "Sinal Vermelho" | Zor Theo Fabbri             | 2:58    |  |
| Duração total: | Duração total:   | Duração total:              | 35:35   |  |